# Luther Martin Kennett

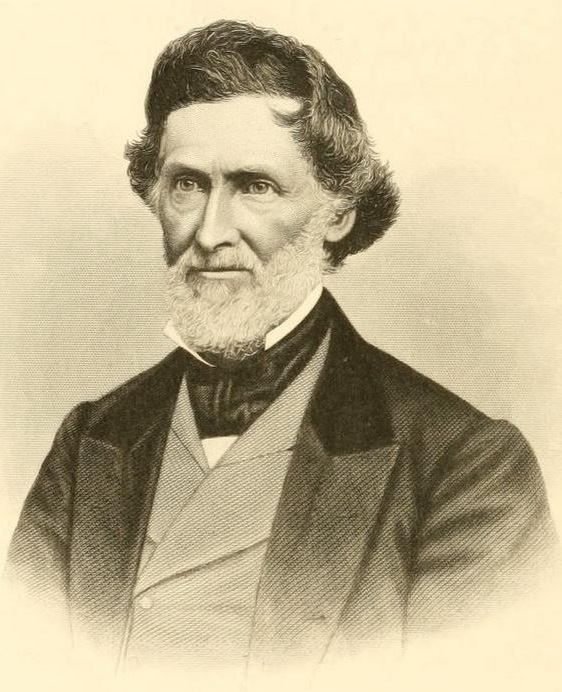
Luther Martin Kennett

Luther Martin Kennett (* 15. März 1807 in Falmouth, Pendleton County, Kentucky; † 12. April 1873 in Paris) war ein US-amerikanischer Politiker. Zwischen 1855 und 1857 vertrat er den Bundesstaat Missouri im US-Repräsentantenhaus.

## Werdegang
Luther Kennett wurde an privaten Schulen ausgebildet. In den Jahren 1822 bis 1823 war er bei der Verwaltung im Pendleton County als Deputy County Clerk angestellt. 1824 war er in gleicher Funktion im Campbell County tätig. Im Jahr 1825 zog Kennett nach St. Louis in Missouri, wo er zunächst im Handel arbeitete. Später war er auch am Bleigeschäft und der Herstellung von Geschossen beteiligt. Zwischen 1843 und 1846 war Kennett Stadtrat in St. Louis. Anschließend verbrachte er bis 1849 aus gesundheitlichen Gründen einige Jahre in Europa. Danach kehrte er nach St. Louis zurück, wo er Vizepräsident der Eisenbahngesellschaft Pacific Railroad wurde.
Zwischen 1850 und 1853 war Kennett, zu diesem Zeitpunkt Mitglied der Whigs, Bürgermeister von St. Louis. Danach wurde er Präsident der Eisenbahngesellschaft St. Louis & Iron Mountain Railroad. Bei den Kongresswahlen des Jahres 1854 wurde Kennett als Kandidat der kurzlebigen Opposition Party im ersten Wahlbezirk von Missouri in das US-Repräsentantenhaus in Washington, D.C. gewählt, wo er am 4. März 1855 die Nachfolge von Thomas Hart Benton antrat. Da er im Jahr 1856 nicht bestätigt wurde, konnte er bis zum 3. März 1857 nur eine Legislaturperiode im Kongress absolvieren. Diese war von den Ereignissen und Diskussionen im Vorfeld des Bürgerkrieges geprägt.
Nach seinem Ausscheiden aus dem US-Repräsentantenhaus zog sich Kennett in den Ruhestand zurück, den er zunächst in St. Louis verbrachte. Im Jahr 1867 reiste er erneut nach Europa, wo er bis zu seinem Tod in Paris am 12. April 1873 verblieb. Anschließend wurde er nach St. Louis überführt und dort beigesetzt.